# Calçotada
La calçotada és un àpat comunitari que ha esdevingut la manera més tradicional de menjar els calçots, amb fortes connotacions de festa i trobada. A Valls, la ciutat d'on és originària la calçotada se celebra a la fi de gener, des de l'any 1982 la calçotada popular de més renom. Les calçotades se solen fer des de finals de la tardor fins al març o principis d'abril, segons la temporada.
El primer plat del menú típic de calçotada són els calçots (normalment entre 10 i 20 per persona), servits en teules per mantenir-ne la temperatura, amb la salsa típica que els acompanya, la salvitxada o bé el romesco. Després se sol menjar carn a la brasa amb torrades, acompanyada de vi negre o cava.
Els calçots se serveixen tal com surten de la graella i cal pelar-los i sucar-los a la salsa. D'uns anys ençà, sobretot als restaurants, és costum de posar-se un pitet per a evitar de tacar-se la roba, però tradicionalment aquesta peça de roba no es feia servir.
La temporada central és als mesos de febrer i març, per bé que des de principi d'hivern es comencen a menjar calçots.

## Història
L'origen d'aquest àpat es creu que està a la població de Valls. A la fi del segle xix un pagès d'aquesta ciutat, conegut amb el nom de Xat de Benaiges, va descobrir una forma especial de fer créixer la ceba blanca: es plantava de forma que només quedés mig colgada i a mesura que creixia es procedia a tapar-la amb terra. Aquesta acció, que es coneix com a calçar, és la que dona nom al calçot.
Tot i que a Valls i comarca la calçotada se celebra des de principis del segle xx, aquest àpat va començar a popularitzar-se a partir de mitjan segle XIX. Així, amb el pas dels anys, la calçotada ha esdevingut una menja típica de la comarca de l'Alt Camp i s'ha estès també a les comarques veïnes (Tarragonès, Baix Camp, Conca de Barberà i Penedès). Avui dia aquesta tradició està molt més estesa i arriba fins i tot a Mallorca i a la Catalunya del Nord.

## Preparació
Els calçots, sense rentar-los ni treure'ls la terra, es posen a la graella sobre flama viva, tradicionalment de sarments de ceps. Una vegada cuits s'emboliquen amb papers de diari per tal que acabin d'estovar-se i mantinguin la calor. S'acostumen a servir encara embolicats i posats sobre una teula.